# CoBrA
 For alternative betydninger, se CoBrA (flertydig). (Se også artikler, som begynder med CoBrA)
 Der er for få eller ingen kildehenvisninger i denne artikel, hvilket er et problem. Du kan hjælpe ved at angive troværdige kilder til de påstande, som fremføres i artiklen.

CoBrA er en europæisk avantgardebevægelse og kunstnersammenslutning som var aktiv mellem 1948 og 1951. Navnet på bevægelsen er skabt af Christian Dotremont og dannet af forbogstaverne på medlemmernes hjembyer: København (Copenhagen), Bruxelles (Brussels) og Amsterdam (Amsterdam), - deraf det officielle navn CoBrA.
CoBrA blev dannet den 8. november 1948 i Paris på Hotel Notre Dames café, da seks kunstnere underskrev en kort erklæring udfærdiget af Christian Dotremont. Erklæringen tog afstand fra det manifest, som franske og belgiske revolutionære surrealister havde underskrevet året før. COBRA-gruppens erklæring blev underskrevet af Christian Dotremont, Joseph Noiret, Asger Jorn, Karel Appel, Constant og Corneille.
CoBrA-bevægelsen talte i begyndelsen kunstnere fra den danske gruppe Høst, den hollandske gruppe Reflex og Den Belgiske Revolutionære Surrealistiske Gruppe. Senere bredte bevægelsen sig til andre lande.
Billedkunstnerisk er gruppen kendetegnet ved en abstrakt ekspressiv stil med inspiration i børnetegninger, masker fra Afrika og Oceanien, nordisk mytologi etc. Gruppen ønskede eksperimentel fornyelse af det eksisterende kunstudtryk og mange af medlemmerne havde afsæt i den eksisterende surrealisme. I modsætning til surrealisterne ønskede CoBrA-kunstnerne et abstrakt formsprog, der i større grad kunne udtrykke det ubevidste, som også surrealisterne ønskede.
CoBrA havde desuden en markant politisk og social dimension, der var baseret på en kritik af samtidens koldkrigs-samfund.
COBRA hed også det tidsskrift, som bevægelsen stod bag. Det første nummer udkom i København i marts 1949.
Der er et COBRA-museum i Amstelveen, Holland.

## Cobra-loftet - Juvelen på Sophienholm
I Danmark har CoBrA-bevægelsen sat flere markante spor. I august-september 1949 mødtes flere fra gruppen til en såkaldt kongres i Arkitekthytten i Bregnerød på invitation af Asger Jorn, som havde skaffet lokationen til låns fra Kunstakademiets arkitektstuderende. Asger Jorn fik lov til at låne hytten mod at male væggene og udsmykke stedet, hvilket ikke kom til at gå stille af.
Cobra-loftet består af træ, bjælker og bræddeloft. Ialt 17 felter er malet af: Anders Österlin, C.O. Hultén, Alfred H. Liliendahll, Erling Jørgensen, Asger Jorn, Carl-Henning Pedersen og Mogens Balle, samt enkelte uidentificeredes felter.
Kun loftet fra hytten er endnu bevaret. Hverken Arkitekthytten eller loftet blev tilstrækkeligt vedligeholdt, og begge dele måtte til sidst nedtages. Virtus Schade førte en mangeårig kamp for at redde loftet fra fuldstændigt at gå til grunde i Arkitekthytten, der i mellemtiden var blevet solgt til FDF-spejdere. Flere betydelige museer og fonde samt Kulturministeriet afslog at påtage sig ansvaret.
Arkitekt Søren Cock-Clausen har beskrevet begivenheden i publikationen Arkitekthytten og Cobra-loftet, udgivet i 1994 af Lyngby Kunstforening .
I Lyngby Kunstforening kom til at spille en betydelig rolle for Cobra-loftets videre skæbne. Kunstforeningens stifter og første formand, borgmester Paul Fenneberg, købte i 1969 Cobra-loftet af egen lomme for 10.000 kr. Efter flere års avispolemik og Virtus Schades nødråb i Berlingske Tidende trådte den kunstinteresserede borgmester Fenneberg til og sørgede for, at Falck-Zonen savede loftet ud af hytten, så dette vidnesbyrd om CoBrA-gruppens tankegange og udtryksformer kunne overleve. Efter grundig restaurering, udført af konservator Nora Fenneberg på anbefaling af konservator Steen Bjarnhof fra Statens Museum for Kunst, og efter en metode anvist af Vikingeskibsekspert Brorson Christensen, blev det placeret bag de mørke porte i Vognporten i Staldbygningen på Sophienholm.
Da borgmester Fenneberg dør i 1982, efterlader han sig en betydelig arv, som tilfalder, dels hans efterladte hustru og dels - ganske unikt - også Lyngby Kunstforening. Herunder det nu ganske berømte og værdifulde Cobra-loft - til nogen overraskelse for kommunen, som troede sig ejer af loftet i Vognporten på Sophienholm. For at få den vanskelige bodeling til at gå op overdrog Kunstforeningen sin andel af ejerskabet til kommunen, med hvem der var et udstrakt tillidsfuldt samarbejde. Lyngby-Taarbæk Kommune kunne derefter frikøbe Cobra-loftet af enken, og således sikredes den fortsatte placering af Cobra-loftet på Sophienholm i overensstemmelse med Paul Fennebergs intention.
Kunstforeningen har gennem mange år dedikeret sine udstillinger til samtidskunst og til udviklingen af kunstnerisk talent. Kunstforeningens 2. formand, kunstsamleren professor Erik Andreasen, som indgik aftalen om afståelse af ejerskabet af Cobra-loftet, så en mulighed for at udbygge denne målsætning. Han foreslog i 1992 umiddelbart før sin død en ombygning af Vognporten, så rummet og Cobra-loftets placering kom til at minde om den oprindelige skrå, dagslysbelyste fra Arkitekthytten, hvor loftet blev til og oprindeligt nød godt af det naturlige lys fra et ret stort vinduesparti. Forslaget blev tegnet af arkitekt Søren Cock-Clausen, der havde været på stedet og kendte forholdene i Arkitekthytten. Cobra-rummet åbner i 1994 som udstillingslokale, drevet af Lyngby Kunstforening med 12-20 årlige udstillinger i perioden 1994-2021, og herefter lejlighedsvis efter aftale med Sophienholm. 
Lyngby Kunstforening forestår i hhv 1969 og i 1994 udgivelse af to publikationer om Cobra-loftet og Artkitekthytten.

## Nogle danske medlemmer
- Else Alfelt (1910-1974)
- Mogens Balle (1921-1988)
- Ejler Bille (1910-2004)
- Henry Heerup (1907-1993)
- Egill Jacobsen (1910-1998)
- Asger Jorn (1914-1973)
- Erik Ortvad (1917-2008)
- Carl-Henning Pedersen (1913-2007)
- Erik Thommesen (1916-2008)
- Sonja Ferlov Mancoba (1911-1984)

## Belgiske medlemmer
- Pierre Alechinsky (født 1927)
- Pol Bury (1922-2005)
- Jacques Calonne (født 1930)
- Christian Dotremont (1922-1979)
- Reinhoud d'Haese (1928-2007)
- Louis Van Lint (1909-1986)
- Serge Vandercam (1924-2005)

## Hollandske medlemmer
- Karel Appel (1921-2006)
- Hugo Claus (1929-2008)
- Corneille (Guillaume Cornelis van Beverloo) (1922-2010)
- Constant (Constant Nieuwenhuys) (1920-2005)
- Jan Nieuwenhuys (1922-1986)
- Lucebert (1924-1994)
- Anton Rooskens (1906-1976)
- Theo Wolvecamp (1925-1992)

## Medlemmer fra øvrige lande
- Jean-Michel Atlan (1913-1960)
- Jacques Doucet (1924-1994)
- Stephen Gilbert (1910-2007)
- William Gear (1915-1997)
- Svavar Guðnason (1909-1988)
- Shinkichi Tajiri (1923-2009)
- Anders Österlin (1926-2011)